# 雷凡培
雷凡培（1963年5月—），男，陕西合阳人，中国航天科学家。西北工业大学毕业，研究生学历，工学博士；国际宇航科学院院士，享受国务院政府特殊津贴。曾任中央军民融合办副主任，中国航天科技集团公司董事长、党组书记，兼中国宇航学会副理事长，亚太卫星控股有限公司董事长，新一代运载火箭工程总指挥，中国船舶集团有限公司董事长。中共第十九届中央候补委员和第二十届中央委员。

## 生平
雷凡培早年就读于西北工业大学。1987年获博士学位后，被分配到位于西安市长安区的原航天工业部下属067基地（今中国航天推进技术研究院，又称中国航天科技集团公司第六研究院）工作；历任067基地11所设计员、研究室副主任、研究室主任、副所长、所长；1997年12月，出任067基地副主任、主任。2001年，067基地获批更名为航天推进技术研究院（航天科技第六研究院）；次年4月，雷凡培出任航天科技六院院长、党委副书记。
2005年2月，雷凡培进京，出任中国航天科技集团公司副总经理、党组成员；2013年4月，接替马兴瑞，升任航天科技集团总经理；2014年5月，被任命为航天科技集团董事长、党组书记。2017年10月，中国共产党第十九次全国代表大会上当选中国共产党第十九届中央委员会候补委员。
2018年3月，雷凡培任中国船舶工业集团有限公司董事长、党组书记。2019年10月，原中国船舶工业集团和中国船舶重工集团合并成立中国船舶集团有限公司，雷凡培任中国船舶集团有限公司董事长、党组书记。
2022年8月，中国船舶集团官网领导层成员展示中，中国船舶集团党组书记、董事长雷凡培头像和介绍已被撤下。 
2023年，出任中央军民融合发展委员会办公室副主任。